# Kani Sandżud
Kani Sandżud – wieś w Iranie, w ostanie Azerbejdżan Zachodni, w szahrestanie Szahin Deż. W 2006 roku liczyła 40 mieszkańców.